# Eremogarypus
Genre
Eremogarypus est un genre de pseudoscorpions de la famille des Garypidae.

## Distribution
Les espèces de ce genre sont endémiques de Namibie.

## Liste des espèces
Selon Pseudoscorpions of the World (version 3.0) :
- Eremogarypus eximius Beier, 1973
- Eremogarypus gigas Beier, 1955
- Eremogarypus perfectus Beier, 1962
- Eremogarypus trichoideus Beier, 1973

## Publication originale
- Beier, 1955 : Pseudoscorpionidea. South African animal life. Results of the Lund Expedition in 1950-1951, Almquist and Wiksell, Stockholm, vol. 1, p. 263-328.